# 高階敏忠
高階 敏忠（たかしな の としただ）は、平安時代中期の貴族。右近衛中将・高階師尚の孫で、宮内卿・高階良臣の子。官位は従五位上・左衛門権佐。

## 経歴
永延2年（988年）正月の除目で肥前国司に任ぜられる。右衛門権佐を経て、永延3年（989年）摂津守に任ぜられる。この時、左衛門権佐を務めていた。位階は従五位上に至る。永祚2年（990年）6月20日に頓死した。
歌人として活動した高階貴子（儀同三司母）や、源兼俊母は兄弟の成忠の系統だが、敏忠の系統からは院政期に活動した高階栄子や、高階泰経などが出ている。

## 官歴
- 永延2年（988年）正月29日：肥前国司[1]。閏5月9日：見右衛門権佐[1]
- 時期不明：従五位上[2]。左衛門権佐
- 永延3年（989年）4月5日：兼摂津守、左衛門権佐如元[1]
- 永祚2年（990年）6月20日：卒去[3]

## 系譜
- 父：高階良臣
- 母：不詳
- 妻：不詳
  - 男子：高階業遠（965-1010）